# Наяда
Ная́да (лат. Nájas) — род водных растений. В системе APG II на основании филогенетических исследований род Наяда рассматривается в составе семейства Водокрасовые (Hydrocharitaceae); ранее разными систематиками выделялся в отдельное семейство Ная́довые (Najadáceae Juss., nom. cons.).
В древнегреческой мифологии наядами назывались нимфы, населяющие реки, ручьи и озёра. Отсюда и происходит название рода — наяда. Представители рода Наяда принадлежат к числу полностью погружённых в воду растений.
Из-за подводного образа жизни и невзрачного облика наяд их не замечают даже опытные коллекторы (собиратели и хранители ботанических коллекций в научных организациях, образовательных учреждениях, музеях и др.).

## Распространение
Представители рода Наяда широко распространены как в тропических, так и во внетропических областях обоих полушарий, но встречаются далеко не повсеместно, отсутствуя, например, в Арктике и в значительной части таёжной зоны Евразии, а также в некоторых пустынях и высокогорьях.

## Морфологическая характеристика

### Вегетативные признаки
Большинство видов имеют сильно разветвлённые, но очень хрупкие стебли, легко разламывающиеся на отдельные части, которые плавают у поверхности воды, продолжая цвести и плодоносить. Из 8 видов наяд флоры России лишь у наяды гибкой (Najas flexilis) гибкие стебли, похожие на стебли узколистных рдестов. Стебли  часто имеют рассеянные шипы.
У всех наяд линейные, часто почти нитевидные, сидячие листья с одной не всегда заметной жилкой, которые обычно легко отличимы от листьев других водных растений по своей относительной жёсткости и хрупкости. Кроме того, у  наяд по краю листьев, а иногда и вдоль средней жилки расположены колючие зубцы.  У некоторых видов, например, у наяды гибкой и наяды злаковидной (Najas graminea), зубчики по краю листьев заметны лишь при увеличении. Чаще всего листья наяд располагаются на стебле ложными мутовками по 3, реже по 1—2. У них короткие, но хорошо развитые влагалища, обычно по верхнему краю зубчатые и нередко образующие тупые или острые ушки по бокам основания листовой пластинки. В пазухах влагалищ обычно расположены 2 очень мелкие внутривлагалищные чешуйки, вероятно, предлистовой природы.

### Генеративные признаки

#### Цветки
Как и у многих других полностью погружённых в воду растений, цветки наяды сильно упрощены. У всех наяд однополые цветки, причём цветки разных полов могут находиться на одном и том же растении  или на разных. И мужские и женские цветки располагаются в узлах стебля по одному или по 2—4. Они кажутся сидячими, но в действительности заканчивают собою сильно редуцированные боковые веточки. Мужской цветок состоит из одного сидячего пыльника с 1 или 4, реже 2 гнёздами, расположенного на очень короткой ножке и одетого трубчатым или бутылковидным, на верхушке как бы двугубым внутренним покрывалом. Это покрывало обычно принимают за околоцветник, хотя некоторые авторы считают, что оно образовано прицветниками. Женские цветки всех наяд не имеют такого околоцветника и состоят из одного почти сидячего плодолистика с одним базальным анатропным семязачатком. Верхняя, суженная часть плодолистика заканчивается 2, реже 3—4 рыльцевыми ветвями, что позволяет некоторым авторам принимать гинецей наяд за псевдомономерный, образованный более чем одним плодолистиком. У многих видов наяд есть ещё одно — внешнее — покрывало цветков, обычно бутылковидной формы. У собственно наяд, например у наяды большой (Najas major), такое покрывало имеется только при мужских цветках, а у женских оно отсутствует или прирастает к завязи.  Это покрывало считают гомологичным прицветнику или влагалищу обычного листа, что подтверждается наличием на его верхушке зубчиков, почти всегда имеющихся по краю верхушки листовых влагалищ. Цветки всех наяд опыляются под водой. После созревания пыльцы ножка мужского цветка заметно удлиняется и выносит пыльник вместе с внутренним покрывалом — околоцветником — из внешнего покрывала. Губы околоцветника расходятся в стороны, пыльник открывается отверстиями на его верхушке, и пыльца через расширившийся канал между губами выходит в воду.

#### Пыльца
Пыльцевые зёрна наяд шаровидные или широкоэллипсоидальные, богатые крахмалом и почти лишённые наружной оболочки — экзины, но пыльцевые зёрна наяды большой дистально-однобороздные и покрыты тонкой сетчатой экзиной. Уже во время выхода в воду из пыльника они начинают прорастать, образуя пыльцевую трубочку, что существенно облегчает возможности контактов между ними и покрытыми очень короткими сосочками рыльцевыми ветвями. Прорастающие до попадания на рыльца пыльцевые зёрна наяд можно считать переходными к ещё более высокоспециализированным, нитевидным пыльцевым зёрнам, характерным для «морских трав» из семейств Взморниковые, Цимодоцеевые и Посидониевые.

#### Семена
Плоды наяд нераскрывающиеся, односемянные, с тонким, но мясистым околоплодником. Их форма варьирует от широкояйцевидной (у казахстанской короткоплодной формы наяды морской — Najas marina subsp. brachycarpa) до очень узкоэллипсоидальной. Скульптура семенной оболочки, обычно представленная ячейками разной величины и формы, служит важным систематическим признаком как у современных, так и у ископаемых наяд.

## Экология
Все наяды, в отличие от водных растений родственных семейств (рдестовых, руппиевых и дзанникеллиевых).  — однолетние растения, ежегодно образующие большое количество плодов и полностью отмирающие. Хотя большинство наяд встречается в пресных водоёмах, имеются немногие виды, например широко распространённая в Евразии наяда морская (Najas marina), обитающие в солоноватых водоёмах, обычно в приморских лагунах и солёных озёрах. Некоторые виды могут расти в небольших, быстро пересыхающих водоёмах, а широко распространённая в тропиках и субтропиках Евразии наяда злаковидная нередко в изобилии разрастается на рисовых полях, становясь сорняком. В Мьянме этот вид наблюдали в образованных тёплыми источниками водоёмах с температурой +35 °C, а другой вид — наяда тонколистная (Najas tenuifolia) — найден на острове Ява даже в вулканических озёрах с температурой воды до +60 °C. Многие наяды принадлежат к числу редчайших растений, как, например, известная лишь из немногих местонахождений на территории Евразии (в том числе на северном побережье Финского залива) наяда тончайшая (Najas tenuissima).

## Способы распространения
Плоды наяд обычно распространяются водными потоками. Ломкость стеблей большинства видов, по-видимому, также способствует распространению плодов вместе с частями материнского растения. Вероятно, плоды наяд могут распространяться и эндозоохорно: с помощью поедающих их рыб и водоплавающих птиц.

## Систематика
Ранее род Наяда ботаниками причислялся к монотипному семейству Наядовые.

### Виды
Список создан на основе базы данных World Checklist of Monocotyledons (2004). The Board of Trustees of the Royal Botanic Gardens, Kew. Звёздочкой (*) в конце строки указаны виды, встречающиеся на территории России и сопредельных стран.
- Najas affinis Rendle — Наяда родственная
- Najas ancistrocarpa A.Braun ex Magnus
- Najas arguta Kunth — Наяда острая
- Najas australis Bory ex Rendle — Наяда южная
- Najas baldwinii Horn — Наяда Болдуина
- Najas brevistyla Rendle — Наяда короткостолбиковая
- Najas browniana Rendle
- Najas chinensis N.Z.Wang — Наяда китайская
- Najas conferta (A.Braun) A.Braun — Наяда сжатая
- Najas filifolia R.R.Haynes — Наяда нителистная
- Najas flexilis (Willd.) Rostk. & W.L.E.Schmidt — Наяда гибкая *
- Najas gracillima (A.Braun ex Engelm.) Magnus — Наяда изящнейшая
- Najas graminea Delile — Наяда злаковидная
- Najas grossareolata L.Triest — Наяда крупноячеистая
- Najas guadalupensis (Spreng.) Magnus — Наяда гваделупская
- Najas hagerupii Horn — Наяда Хагерупа
- Najas halophila L.Triest — Наяда солелюбивая
- Najas heteromorpha Griff. ex Voigt
- Najas horrida A.Braun ex Magnus
- Najas indica (Willd.) Cham. — Наяда индийская
- Najas japonica Nakai — Наяда японская
- Najas kurziana Rendle
- Najas liberiensis Horn — Наяда либерийская
- Najas madagascariensis Rendle — Наяда мадагаскарская
- Najas malesiana W.J.de Wilde
- Najas marina L. — Наяда морская *
- Najas minor All. — Наяда малая *
- Najas oguraensis Miki
- Najas pectinata (Parl.) Magnus — Наяда гребенчатая
- Najas pseudogracillima L.Triest — Наяда ложноизящнейшая
- Najas rigida Griff. — Наяда жёсткая
- Najas schweinfurthii Magnus — Наяда Швайнфурта
- Najas tenuicaulis Miki — Наяда тонкостебельная
- Najas tenuifolia R.Br. — Наяда тонколистная
- Najas tenuissima (A.Braun ex Magnus) Magnus — Наяда тончайшая *
- Najas testui Rendle
- Najas welwitschii Rendle — Наяда Вельвича
- Najas wrightiana A.Braun